# Osthoffen
Osthoffen é uma comuna francesa na região administrativa de Grande Leste, no departamento Baixo Reno. Estende-se por uma área de 5,12 km². Em 2010 a comuna tinha 837 habitantes (densidade: 163,5 hab./km²).